# Пилипейко Петро Сергійович
Петро Сергійович Пилипейко (нар. 1 червня 1968, Чернігів, УРСР) — український футболіст, нападник.

## Життєпис
Народився в Чернігові. Футбольну кар'єру розпочав у «Десні», у футболці якого дебютував 5 серпня 1994 року в переможному (2:1) домашньому поєдинку 1-го туру Другої ліги України проти білоцерківської «Росі». Петро вийшов на поле в стартовому складі, на 60-й хвилині відзначився голом, а на 70-й хвилині його замінив Ігор Бобович. У команді провів п'ять з половиною сезонів, за цей час у чемпіонатах України зіграв 165 матчів (38 голів), ще 11 матчів (2 голи) провів у кубку України. З серпня по липень 1997 року виступав також за «Славутич-Чорнобль» у Другій лізі України (10 матчів, 2 голи). На початку квітня 2000 року приєднався до ГПЗ (Варва), який виступав в аматорському чемпіонаті України. У 2011 році грав за «Зернопром» (Анисів) з чемпіонату Чернігівської області.